# أولريش كوردز
أولريش كوردز (بالألمانية: Ulrich Cordes)‏ هو مغني أوبرا ومغني ألماني، ولد في 1980.